# Gornja Nevlja
Gornja Nevlja (izvirno srbsko Горња Невља) je naselje v Srbiji, ki upravno spada pod Občino Dimitrovgrad; slednja pa je del Pirotskega upravnega okraja.

## Demografija
V naselju živi 38 polnoletnih prebivalcev, pri čemer je njihova povprečna starost 61,4 let (57,7 pri moških in 66,9 pri ženskah). Naselje ima 21 gospodinjstev, pri čemer je povprečno število članov na gospodinjstvo 1,90.
Prebivalstvo je večinoma nehomogeno.
|  |

| Demografija | Demografija     | Demografija     |
| Leto        | Št. prebivalcev | Št. prebivalcev |
| ----------- | --------------- | --------------- |
|             |                 |                 |
|             |                 |                 |
|             |                 |                 |
|             |                 |                 |
| 1948        | 428             |                 |
| 1953        | 405             |                 |
| 1961        | 334             |                 |
| 1971        | 261             |                 |
| 1981        | 147             |                 |
| 1991        | 90              | 90              |
| 2002        | 40              | 40              |
|             |                 |                 |

| Etnična sestava po popisu iz leta 2002 | Etnična sestava po popisu iz leta 2002 | Etnična sestava po popisu iz leta 2002 | Etnična sestava po popisu iz leta 2002 | Etnična sestava po popisu iz leta 2002 |
| -------------------------------------- | -------------------------------------- | -------------------------------------- | -------------------------------------- | -------------------------------------- |
| Srbi                                   | Srbi                                   |                                        | 21                                     | 52,5%                                  |
| Bolgari                                | Bolgari                                |                                        | 19                                     | 47,5%                                  |
| Neznano                                | Neznano                                |                                        | 0                                      | 0,0%                                   |